# Yehuda Amichai
Yehuda Amichai, all'anagrafe Ludwig Pfeuffer (Würzburg, 3 maggio 1924 – Gerusalemme, 22 settembre 2000), è stato un poeta e scrittore israeliano.
Amichai è considerato da molti il più grande poeta israeliano moderno, ed è stato uno dei primi a scrivere poesia in ebraico colloquiale. I suoi scritti hanno spesso come argomento i problemi e le situazioni della vita quotidiana e sono meno palesemente letterari di quelli di molti poeti di lingua ebraica del XIX secolo come Hayyim Nahman Bialik. Le sue poesie sono caratterizzate da una gentile ironia e dal dolore per un amore rovinato. L'amore per la gente, per la religione, per la propria terra, soprattutto l'amore per la città di Gerusalemme.

## Biografia
Amichai nacque a Würzburg, in Germania, col nome di Ludwig Pfeuffer, poi emigrò con la sua famiglia in Palestina nel 1936 per sfuggire alle persecuzioni naziste. Combatté la seconda guerra mondiale nella Brigata ebraica dell'esercito britannico, e poi la guerra arabo-israeliana del 1948. Divenne quindi un convinto fautore della pace e della riconciliazione in Palestina, lavorando anche insieme a scrittori palestinesi.
Fu "scoperto" nel 1965 da Ted Hughes, che in seguito tradusse (ma soprattutto fece tradurre da Assia Gutmann) vari libri di Amichai.
ha scritto Jonathan Wilson sul New York Times il 10 dicembre del 2000
Tra le sue poesie, El maalè rahamim è spesso utilizzata come canto di preghiera elevato in memoria delle persone morte di morte violenta ed è utilizzata spesso nelle celebrazioni in memoria della Shoah.

## Opere tradotte in italiano
- 1987 La novella d'Israele, Spirali [raccolta di novelle di: Aharon Appelfeld, Amalia Kahana-Carmon, Amos Oz, Abraham B. Yehoshua, D. Shahar, Ruth Almog, Yaakov Shabtai, Yitzhak Orpaz-Auerbach, Yitzhak Ben Ner, Yossl Birstein]
- 2000 Ogni uomo nasce poeta, Di Renzo Editore
- 2001 Poesie, Crocetti

## Opere tradotte in inglese
- A Life of Poetry, 1948-1994.  Scelte e tradotte da Benjamin e Barbara Harshav.  New York: HarperCollins, 1994.
- Amen.  Tradotte dall'autore e da Ted Hughes.  New York: Harper & Row, 1977.
- Even a Fist Was Once an Open Palm with Fingers: Recent Poems.  Scelte e tradotte da Benjamin e Barbara Harshav.  New York: HarperPerennial, 1991.
- Exile at Home.  New York: Harry N. Abrams, 1998.
- Great Tranquility: Questions and Answers.  Tradotte da Glenda Abramson e Tudor Parfitt.  New York: Harper & Row, 1983.
- Love Poems: A Bilingual Edition.  New York: Harper & Row, 1981.
- Not of this Time, Not of this Place.  Tradotte da Shlomo Katz.  New York: Harper & Row, 1968.
- On New Year's Day, Next to a House Being Built: A Poem.  Knotting [England]: Sceptre Press, 1979.
- Open Closed Open: Poems.  Tradotte da Chana Bloch e Chana Kronfeld.  New York: Harcourt, 2000.
- Poems of Jerusalem: A Bilingual Edition.  New York: Harper & Row, 1988.
- Selected Poems.  Tradotte da Assia Gutmann. London: Cape Goliard Press, 1968.
- Selected Poems.  Tradotte da Assia Gutmann e Harold Schimmel con la collaborazione di Ted Hughes.  Harmondsworth: Penguin Books, 1971.
- Selected Poems.  Edite da Ted Hughes e Daniel Weissbort.  London: Faber & Faber, 2000.
- Selected Poetry of Yehuda Amichai.  Edite e tradotte da Chana Bloch and Stephen Mitchell.  New York: Harper & Row, 1986.  Edizione riveduta e ampliata: University of California Press, 1996.
- Songs of Jerusalem and Myself.  Tradotte da Harold Schimmel.  New York: Harper & Row, 1973.
- The Poetry of Yehuda Amichai. A cura di Robert Alter. New York: Farrar, Straus and Giroux, 2015.
- Time.  Tradotte dall'autore con Ted Hughes.  New York: Harper & Row, 1979.
- Travels.  Tradotte da Ruth Nevo.  Toronto: Exile Editions, 1986.
- Travels of a Latter-Day Benjamin of Tudela.  Tradotte da Ruth Nevo.  Missouri: Webster Review, 1977.
- The World Is a Room and Other Stories.  Tradotte da Elinor Grumet. Philadelphia: Jewish Publication Society, 1984.